# Endel Lippmaa
Endel Lippmaa   (Tartu, 15 de setembre de 1930 - Tallinn, 30 de juliol de 2015) va ser un científic estonià, acadèmic, polític i dues vegades ministre del govern entre 1990–1991 i 1995–1996.
Lippmaa va ser fundador i president del Consell Científic de l’Institut Nacional de Física Química i Biofísica. També va ser president en cap i professor de física química, química física, física i matemàtiques a l’Acadèmia de Ciències d'Estònia i va ser molt considerat en el seu treball sobre la ressonància magnètica nuclear (RMN) d'estat sòlid. El 1999, va ser votat com un dels 100 grans estonians del segle XX.

## Carrera científica i política
El 1948 es va graduar al gimnàs Nõmme i el 1953 a la Universitat de Tecnologia de Tallinn amb una llicenciatura en tecnologia d'esquist bituminós, i el 1956 va defensar la tesi del seu candidat sobre el tema Dinàmica dels productes d'esquist bituminós d'Estònia obtinguts per descomposició tèrmica.
Va continuar amb la direcció d'investigació en la química de l'esquist bituminós i va començar un camp completament nou: l'espectroscòpia de ressonància magnètica nuclear, en la qual va treballar durant aproximadament mig segle.
El 1969, Endel Lippmaa va defensar la seva tesi doctoral en física i matemàtiques a l'Institut de Física Química de l'Acadèmia de Ciències de l'URSS sobre el tema L'efecte nuclear Overhauser i l'estructura dels compostos orgànics.
Entre 1956 i 1961, Endel Lippmaa va ser professor titular i professor associat a la Universitat Tecnològica de Tallin, entre 1961 i 1980 va ser el cap del sector de física de l'Institut de Cibernètica, i des de 1980 les seves activitats estaven relacionades amb l'Institut de Física Química i Biològica. Va ser el seu fundador i director (fins al 2001) i responsable del Laboratori de Física Química (fins al 2005). Del 2001 al 2006, Endel Lippmaa va ser el director del Centre d'Excel·lència en Espectrometria Analítica. Més tard, va tenir reptes a l'Organització Europea per a la Recerca Nuclear (CERN).
El 1972, Endel Lippmaa va ser elegit membre de l’Acadèmia de Ciències d'Estònia. Va ser membre de la Junta de l'Acadèmia durant el període 1975-2014. El 1977-1982 va ser Secretari-Acadèmic de la Divisió de Física, Matemàtiques i Enginyeria, el 1999-2004 Cap de la Divisió d'Astronomia i Física, el 2007-2010 President del Consell d'Energia de l'Acadèmia.
Durant l'època de Lippmaa treballant en física, va escriure un article sobre Estudis estructurals de silicats mitjançant RMN de silici-29 d'alta resolució en estat sòlid. Aquest article, ara molt apreciat, va demostrar l'any 1980 que l'espectroscòpia de RMN d'alta resolució es podia aplicar de manera rendible a mostres inorgàniques, no només orgàniques o biològiques. Segons Google Scholar, el document ha obtingut 969 citacions.
Durant la Revolució Cantant va ser un membre actiu del Front Popular d'Estònia. El 1989 va ser elegit membre del nou parlament soviètic, el Congrés dels Diputats Populars. El 1989, al Congrés soviètic recentment elegit, es va fer més conegut pel seu treball per descobrir i denunciar els documents crucials del Pacte Mólotov-Ribbentrop de 1939 que el juny de 1940 havia donat com a resultat la invasió militar, l'ocupació i l'annexió il·legal de tres països bàltics per part de la Unió Soviètica estalinista: Estònia, Letònia, i Lituània.
En el moment en què Estònia va restablir la total independència de l'URSS, entre 1990 i 1991, era ministre d'Afers Orientals de la República d'Estònia (en els gabinets governamentals dirigits pels primers ministres Edgar Savisaar i Tiit Vähi, respectivament). El 1990–1992 va ser elegit membre del Congrés d'Estònia. Més tard va ser membre fundador del Partit de la Coalició. El 1995-1996 va exercir com a ministre d'Afers Europeus, i el 1996-1999 va ser elegit diputat al Parlament (Riigikogu).

## Vida personal
Endel Lippmaa va néixer a Tartu. El seu pare era el botànic Teodor Lippmaa, i el seu avi matern era l'escriptor i periodista Jakob Mändmets. Es va graduar a la Nõmme High School el 1948 i a la Universitat Tecnològica de Tallinn (TUT) el 1953, on es va especialitzar en tecnologia de l'esquist bituminós.
Lippmaa estava casat amb Helle Lippmaa i va tenir dos fills, Jaak Lippmaa i Mikk Lippmaa.

## Premis
L'any 2000, Lippmaa va rebre l’Orde de l'Escut Nacional, II Classe.